# Sinagoga de Besanzón
La sinagoga de Besanzón es una sinagoga consistorial de rito askenazí, situada en el n.º 27 del quai de Estrasburgo, en Besanzón·. Su arquitectura corresponde al arte hispanomusulmán. El edificio es uno de los pocos de Francia que conservaron su mobiliario durante la Segunda Guerra Mundial·.